# (100254) 1994 SG4
(100254) 1994 SG4 es un asteroide perteneciente al cinturón de asteroides, descubierto el 28 de septiembre de 1994 por el equipo del Spacewatch desde el Observatorio Nacional de Kitt Peak, Arizona, Estados Unidos.

## Designación y nombre
Designado provisionalmente como 1994 SG4 . Fue nombrado 1994 SG4

## Características orbitales
1994 SG4 está situado a una distancia media del Sol de 2,655 ua, pudiendo alejarse hasta 2,869 ua y acercarse hasta 2,440 ua. Su excentricidad es 0,080 y la inclinación orbital 4,275 grados. Emplea 1580 días en completar una órbita alrededor del Sol.

## Características físicas
La magnitud absoluta de 1994 SG4 es 15,9.